# کارلس تورنس
کارلس تورنس (انگلیسی: Carles Torrens؛ زادهٔ ۱۹۸۴) بازیگر، تهیه‌کننده فیلم، کارگردان فیلم، و فیلم‌نامه‌نویس اهل اسپانیا است.
از فیلم‌ها یا مجموعه‌های تلویزیونی که وی در آن‌ها نقش داشته‌است، می‌توان به آپارتمان ۱۴۳  و مدرسه شبانه‌روزی: کومبرس اشاره نمود.